# Adami e Lemmi
La Adami e Lemmi fu una società costituita nel 1860, sotto il nome di "Società Italica Meridionale", dai banchieri toscani Pietro Augusto Adami e Adriano Lemmi per ottenere l'appalto della costruzione di una rete ferroviaria nell'Italia del Sud. Dopo complesse trattative col governo sabaudo, nel 1861 ottenne la concessione dal governo Ricasoli I del Regno d'Italia.

Nel 1862 la società confluì nella torinese Società Vittorio Emanuele.

## I soci
I fondatori erano entrambi livornesi. In particolare, Adami era titolare della Banca Adami, che all'epoca era una delle banche più importanti della Toscana; la banca era in attività fin dagli anni trenta e nel 1859 aveva collocato azioni raccogliendo denaro dai sottoscrittori di molte regioni d'Italia. Era stato anche ministro delle finanze del governo provvisorio toscano del 1849. Lemmi non possedeva cospicui capitali, ma godeva di potenti appoggi.

## L'appalto per le Strade ferrate meridionali
1860. A Napoli, dittatura provvisoria di Garibaldi; a Torino, Regno sabaudo
La «Adami e Lemmi», vantando l'appoggio finanziario dato all'impresa dei Mille, ottenne, con decreto dittatoriale del 25 settembre 1860, da parte del governo provvisorio di Garibaldi, la concessione per la costruzione delle ferrovie dell'Italia meridionale ed insulare.
Nei mesi seguenti si sviluppò un aspro dibattito a Torino, in ambienti politici e finanziari, sulla legittimità e l'opportunità dell'atto di concessione. Da parte di alcuni ambienti parlamentari si sostenne che, nell'affidare la concessione, Garibaldi fosse andato oltre i propri poteri. Per contro, il Partito d'azione si schierò a favore della validità della convenzione. Invano Carlo Cattaneo, sul «Politecnico», tentò di sostenere le ragioni del gruppo Adami-Lemmi.
Camillo Cavour, presidente del Consiglio, era convinto che il governo non potesse né dovesse trattare con Adami e Lemmi, avendo il Piemonte trovato appoggi finanziari oltralpe.
Il dibattito fu alimentato dalle rivelazioni del giornale napoletano «Il Nazionale». Il quotidiano rese pubblici i capitolati del progetto, da cui emerse che la Adami e Lemmi si era procurata un arricchimento illegittimo: la società aveva lucrato cento milioni di ducati, oltre quelli previsti dal contratto. I due banchieri cercarono di influenzare la stampa, fondando nuovi giornali a loro favorevoli in tutte le principali città del Paese, utilizzando anche fondi neri.
Un ulteriore tentativo di soluzione fu diretto a trovare alleanze con capitalisti francesi, cedendo loro in cambio le linee pugliesi. Il tentativo incontrò il favore del governo di Cavour, che appoggiava un gruppo finanziario francese guidato da Paulin Talabot. Tra Talabot e la Adami e Lemmi si giunse presto a un accordo: i banchieri toscani cedettero alla cordata Talabot le linee pugliesi e calabresi ed in cambio ottennero l'impegno politico del governo di Torino a far votare in Parlamento la convenzione.
1861. Regno d'Italia
A causa del brigantaggio nelle regioni meridionali contro il nuovo Stato italiano, i capitalisti francesi si ritirarono dall'affare.
La Adami e Lemmi fu reinserita nella concessione, stipulata nell'aprile 1861 dal governo Ricasoli I. Fu incaricata di realizzare i tratti ferroviari Taranto-Reggio Calabria, Messina-Siracusa e Palermo-Catania (in tutto oltre 900 km). Dei due soci, tuttavia, solo Lemmi concluse proficuamente l'operazione. Adami fu costretto dai debiti a vendere la sua quota. Nello stesso anno la Società Vittorio Emanuele (a capitale prevalentemente francese) di Charles Lafitte divenne proprietaria di una consistente partecipazione azionaria nell'Adami-Lemmi.
1862
La società Adami-Lemmi si sciolse nella “Società Vittorio Emanuele”, che ottenne la concessione per la costruzione delle linee ferroviarie calabro-sicule.